# Nowy cmentarz żydowski w Bełchatowie
Nowy cmentarz żydowski w Bełchatowie – założony w 1893 roku (w tym samym roku została wybudowana murowana synagoga w Bełchatowie), znajdował się przy ulicy Lipowej (dzisiaj skrzyżowanie ulic Lipowej i Włókniarzy). Miał powierzchnię 1,69 ha. Także ten cmentarz został zdewastowany przez hitlerowców w czasie wojny. Cmentarne macewy zostały wykorzystane do prac budowlanych w Bełchatowie – utwardzania dróg, chodników, kładzenia fundamentów pod nowe budynki oraz regulacji koryta rzeki Widawki.

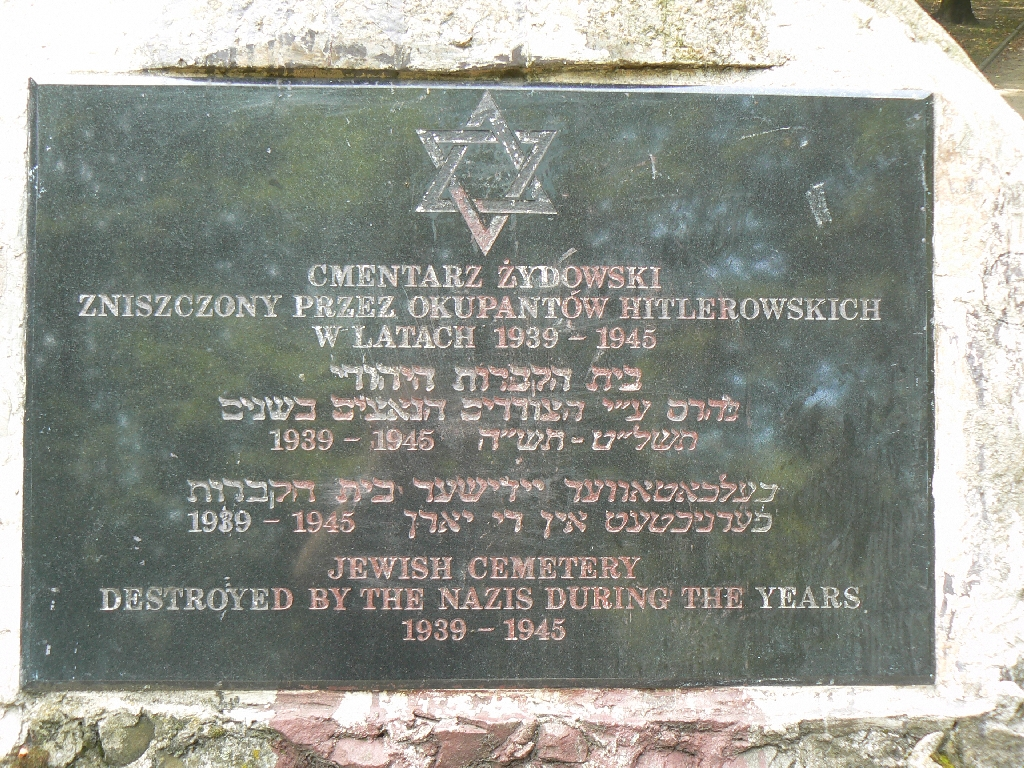
Tablica pamiątkowa umieszczona na pomniku na terenie nowego kirkutu w Bełchatowie

Po wojnie na terenie nowego cmentarza postawiono symboliczny pomnik – lapidarium z fragmentów zachowanych macew, jednak został on zniszczony w 1970 roku, kiedy na terenie kirkutu utworzono park miejski (park 1000 lecia – nazwę tę nosi do dziś).
W 1991 roku na terenie parku przeprowadzono prace porządkowe, zaś rok później – w 50 rocznicę likwidacji bełchatowskiego getta – na terenie dawnego cmentarza (w centrum istniejącego parku) odsłonięto obelisk z pamiątkową tablicą, na której znajduje się napis w czterech językach: Cmentarz żydowski zniszczony przez okupantów hitlerowskich w latach 1939 – 1945. Podstawę obelisku tworzą wmurowane fragmenty ocalałych z kirkutu macew.